# Chrysosoma armillatum
Chrysosoma armillatum är en tvåvingeart som först beskrevs av Jacques-Marie-Frangile Bigot 1890.  Chrysosoma armillatum ingår i släktet Chrysosoma och familjen styltflugor.
Artens utbredningsområde är Sri Lanka. Inga underarter finns listade i Catalogue of Life.